# Phalotris labiomaculatus
Espèce
Phalotris labiomaculatus  est une espèce de serpents de la famille des Dipsadidae.

## Répartition
Cette espèce est endémique du l’État du Maranhão au Brésil.

## Publication originale
- De Lema, 2002 : New species of Phalotris from northern Brazil with notes on the nasutus group (Serpentes: Elapomorphinae). Comunicacoes do Museu de Ciencias e Tecnologia da PUCRS Serie Zoologia, vol. 15, no 2, p. 201-214 (texte intégral).